# Fputc
fputcは、C言語の標準入出力ヘッダー <stdio.h> で宣言されている関数。第1引数で指定された文字を、unsigned char型に変換し、第2引数で指定された出力ファイルストリームに出力する。呼称はエフプットシーと呼ばれることが多い。
整数型（int型）の返却値を持ち、出力に成功した場合は出力した文字を、出力に失敗した場合はEOFを返却する。
なお、fputc関数はputc関数と等価であるが、マクロによる実装が許可されているputcと異なり、必ず関数として実装される。そのため、出力ストリームを指定する第2引数に副作用のある式を指定しても問題なく動作するし、関数ポインタを取得することもできる。

## 形式
```
#include
 
<stdio.h>

int
 
fputc
(
int
 
c
,
 
FILE
 
*
stream
);

```

## コード例
```
#include
 
<stdio.h>

int
 
main
(
void
)
 
{

    
int
 
i
;

    
for
 
(
i
 
=
 
0
;
 
i
 
<
 
10
;
 
++
i
)
 
{

        
/* ここでは fputc の代わりに putc や putchar を使うこともできる */

        
fputc
(
'0'
 
+
 
i
,
 
stdout
);

    
}

    
return
 
0
;

}

```

出力結果
```
0123456789
```